# إليوت ماسون
إليوت ماسون (بالإنجليزية: Elliott Mason)‏ هي ممثلة بريطانية (وحملت سابقاً جنسية المملكة المتحدة لبريطانيا العظمى وأيرلندا)، ولدت في 1888 بغلاسكو في المملكة المتحدة، وتوفيت في 20 يونيو 1949 في المملكة المتحدة.

## وصلات خارجية
- إليوت ماسون على موقع IMDb (الإنجليزية)
- إليوت ماسون على موقع قاعدة بيانات الفيلم (الإنجليزية)
- إليوت ماسون على موقع كينوبويسك (الروسية)